# چهل و هشتمین دوره جوایز بفتا
چهل و هشتمین دوره جوایز بفتا در سال ۱۹۹۵ در لندن بریتانیا برگزار شد در این دوره ۳ فیلم معروف چهار عروسی و یک تشییع جنازه و فارست گامپ و داستان عامه‌پسند در اکثر رشته‌ها با هم به رقابت پرداختند که فیلم چهار عروسی و یک تشییع جنازه توانست بهترین فیلم و کارگردانی را از آن خود کند . کوئنتین تارانتینو نیز برنده بهترین فیلم‌نامه برای فیلم داستان عامه‌پسند شد . جان تراولتا و تام هنکس و آنجلیکا هیوستون و سالی فیلد و ایرن ژاکوب از بازیگران معروفی بودند که نتوانستند در این دوره برنده جایزه بهترین بازیگر شوند.

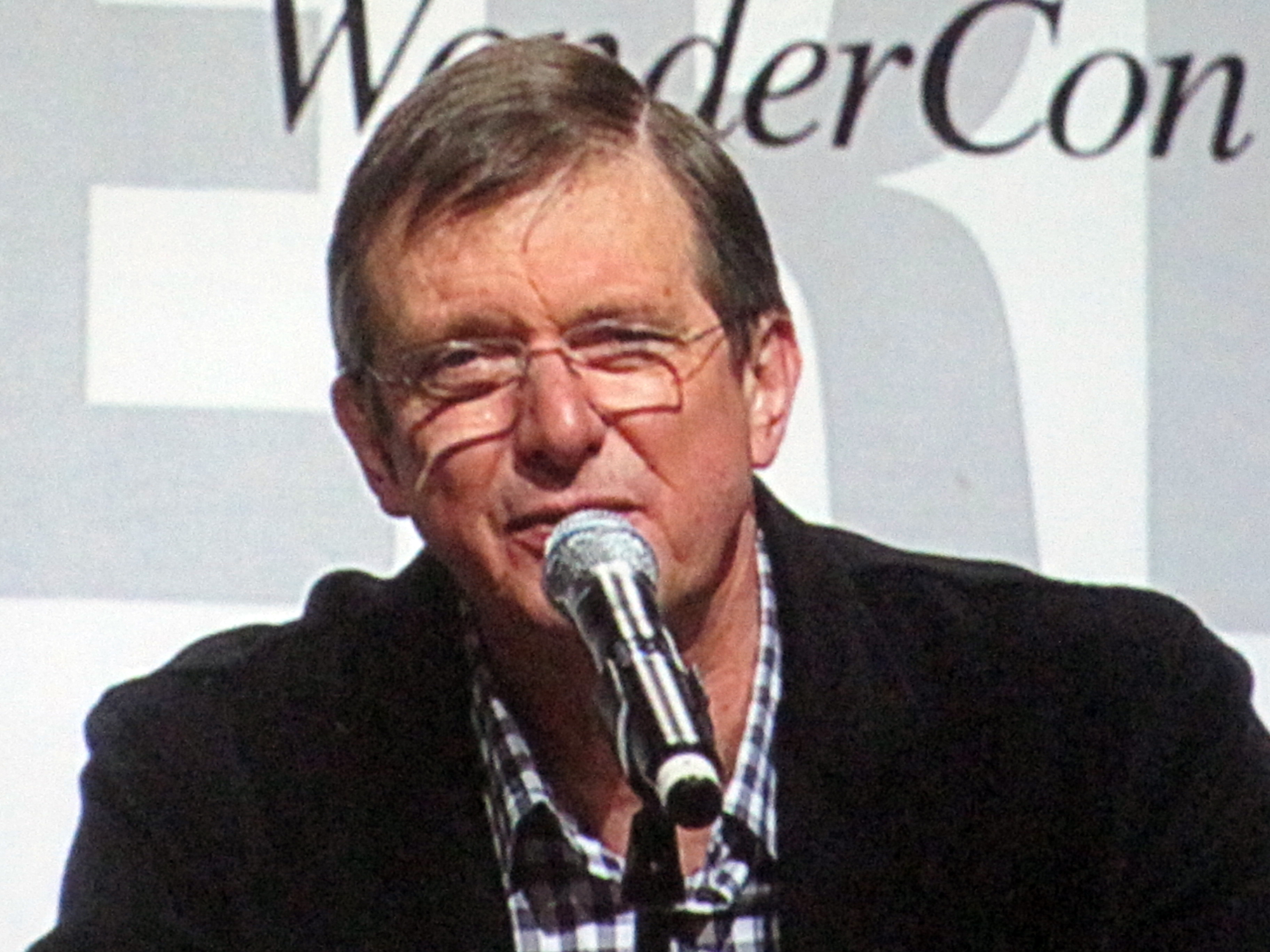
مایک نیوول، برنده بهترین کارگردانی

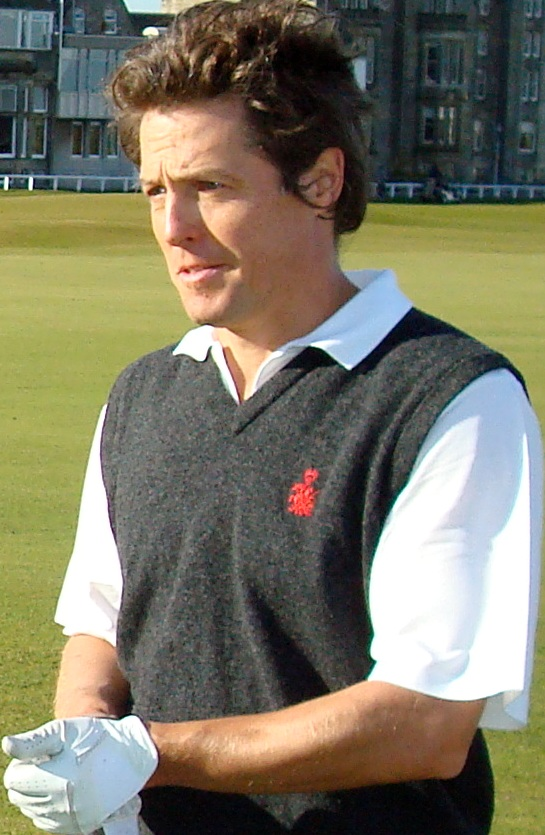
هیو گرانت، برنده بهترین بازیگر نقش اول مرد

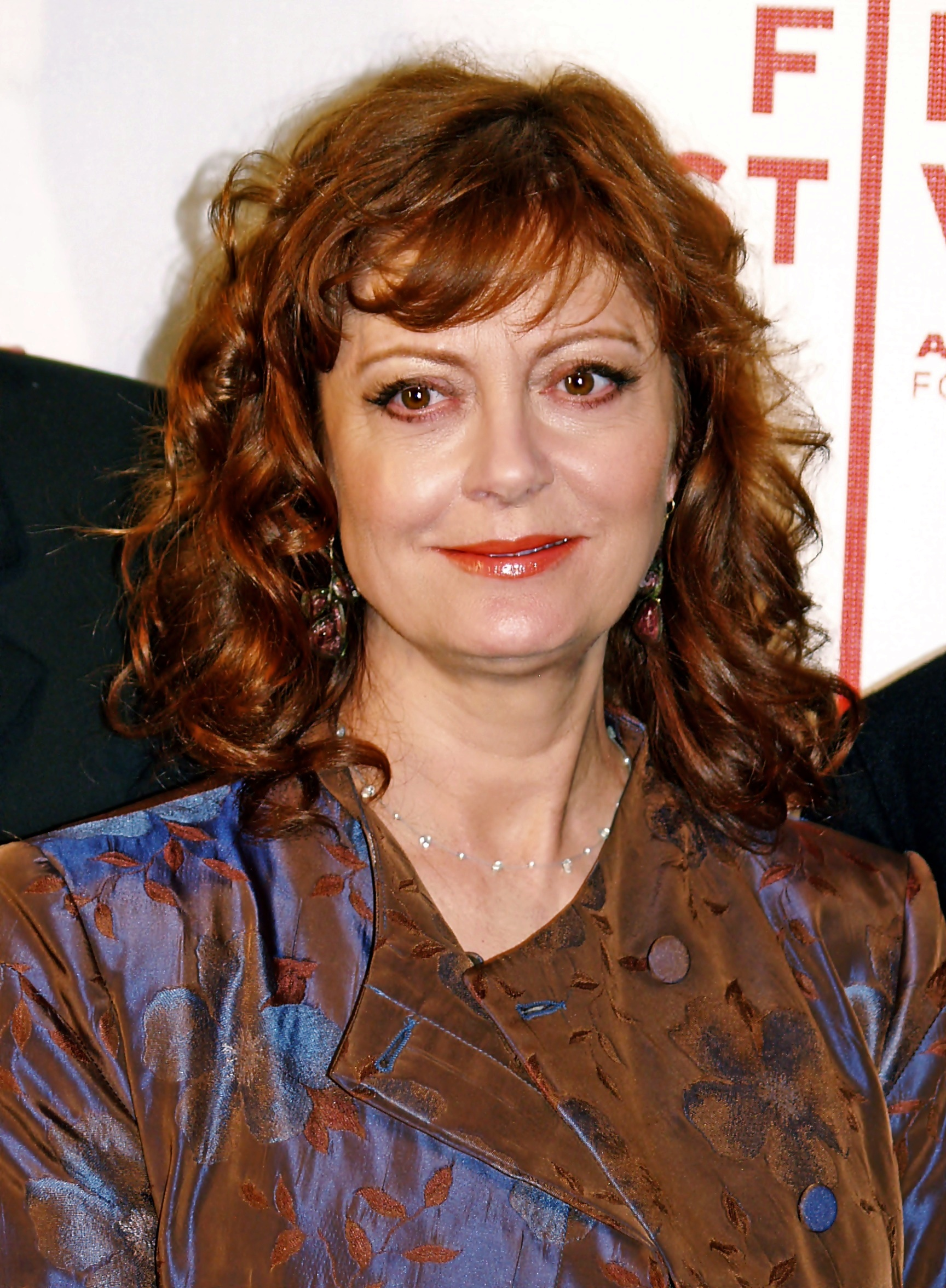
سوزان ساراندون، برنده بهترین بازیگر نقش اول زن

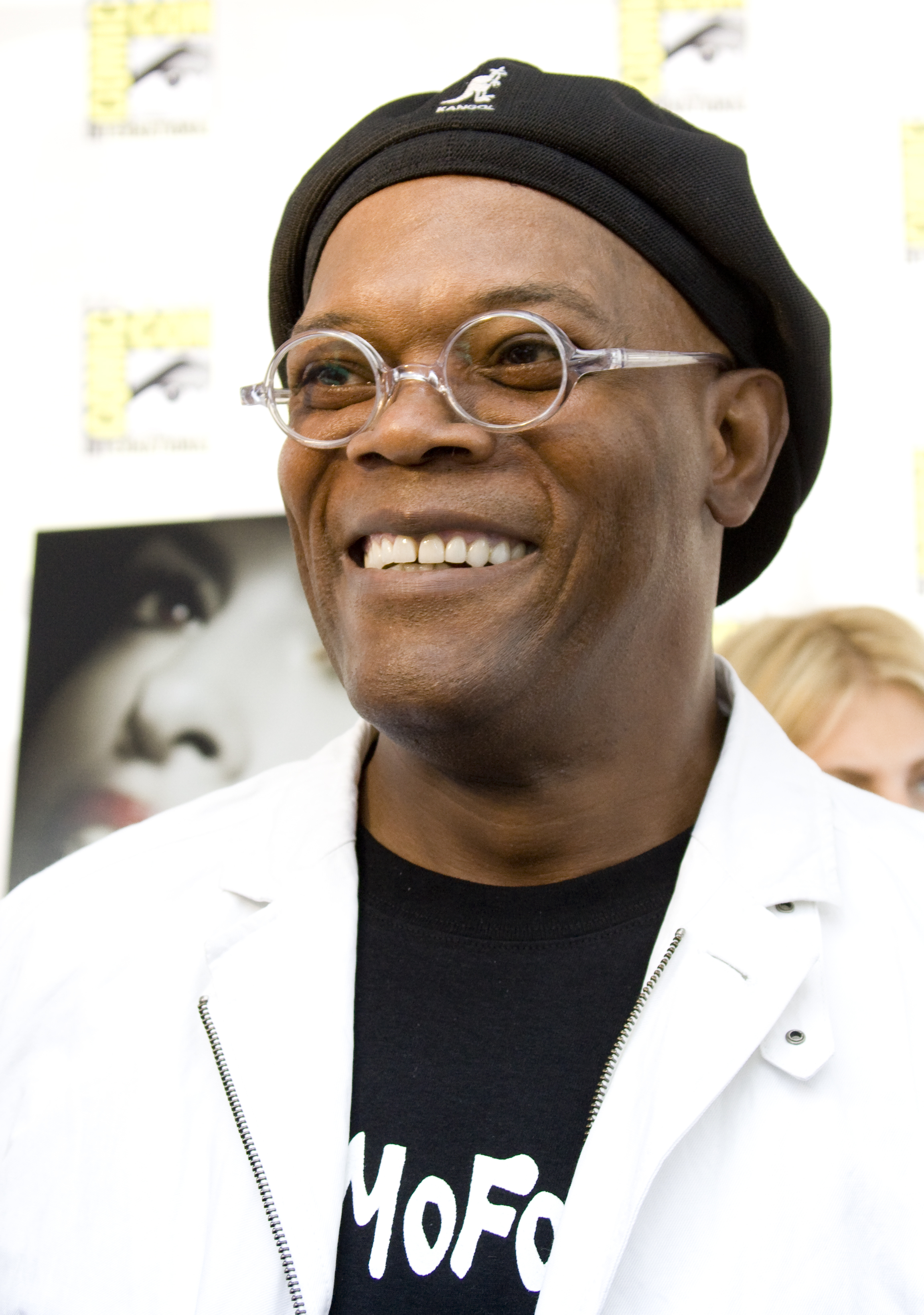
ساموئل ال. جکسون، برنده بهترین بازیگر نقش مکمل مرد

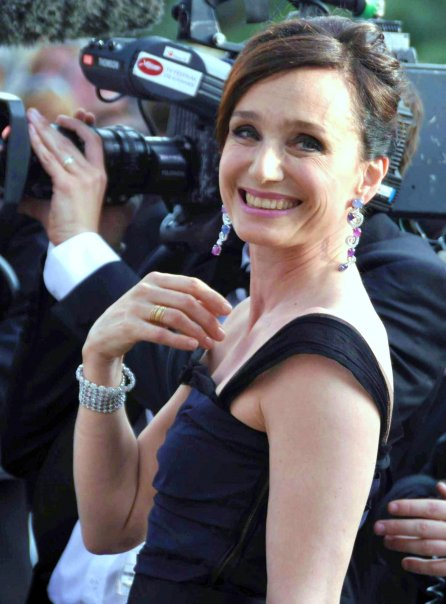
کریستین اسکات توماس، برنده بهترین بازیگر نقش مکمل زن

## نامزدی‌ها و جوایز
| بهترین فیلم | بهترین کارگردانی |
| --- | --- |
| چهار عروسی و یک تشییع جنازه - فارست گامپ - داستان عامه‌پسند - مسابقه تلویزیونی | مایک نیوول برای فیلم چهار عروسی و یک تشییع جنازه - کریشتوف کیشلوفسکی برای فیلم سه‌رنگ: قرمز - کوئنتین تارانتینو برای فیلم داستان عامه‌پسند - رابرت زمکیس برای فیلم فارست گامپ                          |
| بهترین بازیگر نقش اول مرد | بهترین بازیگر نقش اول زن |
| هیو گرانت برای فیلم چهار عروسی و یک تشییع جنازه - تام هنکس برای فیلم فارست گامپ - ترنس استامپ برای فیلم ماجراهای پریسیلا، ملکه صحرا - جان تراولتا برای فیلم داستان عامه‌پسند             | سوزان ساراندون برای فیلم موکل - لیندا فیورنتینو برای فیلم تاریخ و زمان آخرین اغوا - ایرن ژاکوب برای فیلم سه‌رنگ: قرمز - اوما تورمن برای فیلم داستان عامه‌پسند                                          |
| بهترین بازیگر نقش مکمل مرد | بهترین بازیگر نقش مکمل زن |
| ساموئل ال. جکسون برای فیلم داستان عامه‌پسند - سیمون کالو برای فیلم چهار عروسی و یک تشییع جنازه - جان هانا برای فیلم چهار عروسی و یک تشییع جنازه - پل اسکوفیلد برای فیلم مسابقه تلویزیونی | کریستین اسکات توماس برای فیلم چهار عروسی و یک تشییع جنازه - Charlotte Coleman برای فیلم چهار عروسی و یک تشییع جنازه - سالی فیلد برای فیلم فارست گامپ - آنجلیکا هیوستون برای فیلم رمز و راز قتل منهتن |
| فیلم‌نامه اوریجینال | فیلم‌نامه اقتباسی |
| داستان عامه‌پسند - راجر آوری و کوئنتین تارانتینو - ماجراهای پریسیلا، ملکه صحرا - چهار عروسی و یک تشییع جنازه - فیلادلفیا                                                                 | مسابقه تلویزیونی - نسخه براونینگ - فارست گامپ - باشگاه لذت شانس - سه‌رنگ: قرمز |
| بهترین فیلمبرداری | طراحی لباس |
| مصاحبه با خون آشام: خون آشام تواریخ - ماجراهای پریسیلا، ملکه صحرا - فارست گامپ - داستان عامه‌پسند                                                                                        | ماجراهای پریسیلا، ملکه صحرا - چهار عروسی و یک تشییع جنازه - مصاحبه با خون آشام: خون آشام تواریخ - زنان کوچک                                                                                          |
| بهترین ویرایش فیلم | بهترین گریم و آرایش مو |
| سرعت - فارست گامپ - چهار عروسی و یک تشییع جنازه - داستان عامه‌پسند | ماجراهای پریسیلا، ملکه صحرا - مصاحبه با خون آشام: خون آشام تواریخ - ماسک - خانم داوت‌فایر |
| بهترین طراحی تولید | بهترین صدا |
| مصاحبه با خون آشام: خون آشام تواریخ - ماجراهای پریسیلا، ملکه صحرا - فرانکنشتاین - ماسک                                                                                                  | سرعت - Backbeat - شیرشاه - داستان عامه‌پسند |
| بهترین جلوه‌های ویژه تصویری | |
| فارست گامپ - ماسک - سرعت - دروغ‌های حقیقی | |